# Lord of the Lost
Lord of the Lost je německá gothic metalová hudební skupina založená v roce 2007 v Hamburku.

## Historie
Chris Harms začínal jako zpěvák a kytarista rockové kapely PHILIAE (1999–2004). Od té doby jeho hudební kariéra vzkvétala. Paralelně s tím působil rovněž na gotické scéně jako zpěvák elektro-industriální skupiny UNTERART (od roku 2006). Skupina strávila většinu roku 2008 ve studiu, kde pracovala na svém debutovém albu Fears. Album vyšlo 19. února 2010.
V roce 2010 se ke skupině připojili Bo Six (kytara) a Gared Dirge (klávesy), zatímco Sensai Lotl skončil v listopadu 2010 z osobních důvodů. V roce 2011 Lord of the Lost vydali nové album s názvem Antagony.
Koncem roku 2010 opustili kapelu dva členové – Any Waist (bicí) a Sebsta Lindström (kytara). Za bubenici Any byl vyměněn nový bubeník Disco ze skupiny The Pleasures!
17. února 2012 vydali EP Beside & Beyond. V roce 2016 odešel ze skupiny kytarista Bo Six. V roce 2017 se do skupiny přidal kytarista Pi Stoffers a bubeník Niklas Kahl.

## Diskografie

### Studiová alba
- Fears (2010)
- Antagony (2011)
- Die Tomorrow (2012)
- From the Flame Into the Fire (2014)
- Empyrean (2016)
- Swan Songs II (2017)
- Thornstar (2018)
- Judas (2021)
- Blood & Glitter (2022)
- Weapons Of Mass Seduction (2023)
- OPVS NOIR: Vol. 1 (2025)
- OPVS NOIR: Vol. 2 (2025)
- OPVS NOIR: Vol. 3 (2026)

### Orchestrální alba
- Swan Songs (2015)
- Swan Songs II (2017)
- Swan Songs III (2020)

### Koncertní alba
- We Give Our Hearts – Live Auf St. Pauli (2013)
- A Night To Remember – Live Acoustic in Hamburg (2015)
- Confession – Live At Christuskirche (2018)
- Festival of Love (Stream Concert) (2022)
- Live at W:O:A (2024)

### EP
- Beside & Beyond (2012)
- MMXIV (2014)
- Full Metal Whore (2015)
- Eisheilige Nacht 2016 (2016)
- Ruins (2018)
- Swan Songs III – Piano EP (2020)
- The Heartbeat Of The Devil (2022)